# Cyanopterus longulus
Cyanopterus longulus är en stekelart som först beskrevs av Papp 1967.  Cyanopterus longulus ingår i släktet Cyanopterus och familjen bracksteklar. Inga underarter finns listade i Catalogue of Life.